# شرح طيبة النشر في القراءات العشر
شرح طيبة النشر في القراءات العشر، هو كتاب ألفه شهاب الدين أبو بكر أحمد بن محمد ابن الجزري  شرح في كتابه نظم أبيه طيبة النشر، ويعتبر كتاب النشر من أبرز مصادره، والتزم فيه ترتيب النظم، وأظهر تميز الناظم في نظمه، واهتم بتوضيح مصطلحات النظم، وتفصيل المجمل، وغير ذلك.  وقد أثنى والده على الكتاب حيث قال: «لما كان بمصر – يعني ابنه أحمد - في غيبتي وأنا مجاور بمكة شرح طيبة النشر فأحسن فيه ما شاء مع أنه لم يكن عنده نسخة بالحواشي التي كنتُ كتبتها عليها».

## سبب تأليفه
أراد أن يشرح كتاب أبيه طيبة النشر في القراءات العشر، وينفع الناس به، وكان في تلك الفترة في مصر بعيدا عن أبيه، رغم أنه لم تكن عنده إضافات أبيه على الكتاب في ذلك، وكان شرحه على الكتاب متقنا.